# Bilety zdawkowe Ministerstwa Skarbu
Bilety zdawkowe Ministerstwa Skarbu – pieniądze papierowe tymczasowo zastępujące w obiegu monety, emitowane przez skarb państwa lub w jego imieniu przez bank, wykorzystywane w II Rzeczypospolitej w pierwszych latach po wprowadzeniu 28 kwietnia 1924 r. reformy walutowej Władysława Grabskiego.

## Historia biletów zdawkowych Ministerstwa Skarbu
Mennica Państwowa została uroczyście otwarta 14 kwietnia 1924 r., a więc na dwa tygodnie przed wejściem w życie nowego systemu walutowego opartego na złotym. Praktycznie od razu przystąpiono do bicia mosiężnych dwu- i pięciogroszówek, jednak ze względu na bardzo krótki czas jaki pozostał do dnia wymiany, liczba wyprodukowanych monet nie mogła mieć praktycznie żadnego znaczenia dla powodzenia całej operacji w początkowej jej fazie. Z opóźnieniem zamówiono również w mennicach zagranicznych część monet groszowych – te bite w brązie i niklu – oraz srebrne monety jedno- i dwuzłotowe. W konsekwencji 28 kwietnia 1924 r. w kasach bankowych dokonujących wymiany marek polskich na nową walutę pojawiły się jedynie banknoty Banku Polskiego emisji 1919 w nominałach od 5 złotych w górę wyjęte po pięciu latach ze skarbca oraz zastępcze (za monety) tymczasowe pieniądze papierowe zwane biletami zdawkowymi.
Tak naprawdę funkcję pierwszych biletów zdawkowych pełniły papiery jedno- i dwuzłotowe emisji z 1919 r., których pięcioletnia ewolucja prawno-regulacyjna pozbawiła statusu pełnoprawnych, mających pokrycie w kruszcu, banknotów. Od końca kwietnia do początków lipca 1924 r. zestaw znaków pieniężnych odpowiadających za drobne nominały obiegowe został uzupełniony nową emisją datowaną na 28 kwietnia 1924 r., prawidłowo już oznaczonych biletów zdawkowych, których emitentem było Ministerstwo Skarbu, a nie jak głosiły stare napisy na jedno- i dwuzłotówkach – Bank Polski.
Do druku biletów zdawkowych zastępujących jedno- i pięciogroszówki wykorzystano połówki wycofanych banknotów 500 000 i 10 000 000 marek polskich, odpowiednio. Bilety zdawkowe zastępujące monety 10, 20 i 50 groszy miały szatę graficzną specjalnie opracowaną dla tego typu znaków pieniężnych z wizerunkami awersu i rewersu zastępowanych monet.
Wg sprawozdania Banku Polskiego za okres od 28 kwietnia 1924 r. do 31 grudnia 1924 r. wprowadzono do obiegu bilety zdawkowe (od 1 grosza do 2 złotych) ogólnej wartości 157 768 060 złotych.
Pojawienie się biletów zdawkowych zaniepokoiło doświadczoną hiperinflacją ludność. Z tego powodu już w październiku 1924 r. ogłoszono ich wymianę na pieniądz metalowy. Z dniem 1 listopada 1924 r. wycofano nominały groszowe, a jedno- i dwuzłotowe (te z napisem Bank Polski) pozostawiono w obiegu aż do 31 grudnia 1925 r.
Mimo tak długiego okresu przejściowego brak w obiegu monet złotowych był nadal odczuwalny. W związku z tym sejm upoważnił Ministerstwo Skarbu do nowej emisji biletów zdawkowych, z datą 1 maja 1925 r., zastępujących monety dwu- i pięciozłotowe. Bilety te, zgodnie z przyjętym wcześniej standardem, miały wydrukowane wizerunki awersu i rewersu zastępowanych monet obiegowych. Wprowadzono je do obiegu 30 maja i 1 lipca 1925, odpowiednio.
Wobec krytycznej sytuacji finansowej w latach 1924–1925 spowodowanej różnymi czynnikami, w tym głównie załamaniem się kursu złotego wobec walut obcych i będącą konsekwencją tego zjawiska recesją gospodarczą, Skarb Państwa starał się wyrównać deficyt budżetowy stale wzrastającymi emisjami biletów zdawkowych, sięgającymi w tym czasie poziomu 30 mln złotych miesięcznie. Nadmierna emisja zdawkowa spowodowała tzw. małą inflację zwaną również bilonową. W jej wyniku kurs złotego ustalił się na poziomie 60% wartości ustanowionej w 1924 r.
Ogromna liczba emisji zdawkowych doprowadziła do deformacji obiegu pieniężnego. Jeśli na początku 1925 r. skarbowe emisje zdawkowe były na poziomie 22% równoległych emisji Banku Polskiego, to w połowie roku osiągnęły już 48%, a w końcu 1925 r. – aż 114% emisji bankowych. Zdarzało się, że banknoty Banku Polskiego były więcej warte niż ich zdawkowe czy bilonowe odpowiedniki nominalne. Dopiero 30 czerwca 1932 r. ostatecznie zakończono wymianę i wycofano pozostałe bilety zdawkowe.
Wyeliminowanie destrukcyjnej dwuwalutowości emisji skarbowych i bankowych osiągnięto dzięki wewnętrznej pożyczce stabilizacyjnej z 1927 r. Opanowano w ten sposób inflację. Dokonano dewaluacji złotego względem dolara o 42% i zmieniono parytet złota. Wykup biletów zdawkowych i wycofanie ich z obiegu kosztował rząd 25 mln 550 tys. dolarów amerykańskich, po połowie przeznaczonych na wymianę biletów zdawkowych na monety i na banknoty.

## Bilety zdawkowe wydrukowane jako banknoty Banku Polskiego 1919
| Nominał | Awers banknotu | Rewers banknotu | Charakterystyka        |
| ------- | -------------- | --------------- | ---------------------- |
| 1 złoty |                |                 | Emisja: 28 lutego 1919 |
| 2 złote |                |                 | Emisja: 28 lutego 1919 |

## Bilety zdawkowe Ministerstwa Skarbu emisji 28 kwietnia 1924 r.
| Nominał   | Awers banknotu | Rewers banknotu                                                              | Charakterystyka                                                             |
| --------- | -------------- | ---------------------------------------------------------------------------- | --------------------------------------------------------------------------- |
| 1 grosz   |                |                                                                              | Na lewej części banknotu 500 000 marek polskich Emisja: 28 kwietnia 1924    |
| 1 grosz   |                | Na prawej części banknotu 500 000 marek polskich Emisja: 28 kwietnia 1924    |                                                                             |
| 5 groszy  |                |                                                                              | Na lewej części banknotu 10 000 000 marek polskich Emisja: 28 kwietnia 1924 |
| 5 groszy  |                | Na prawej części banknotu 10 000 000 marek polskich Emisja: 28 kwietnia 1924 |                                                                             |
| 10 groszy |                |                                                                              | Emisja: 28 kwietnia 1924                                                    |
| 20 groszy |                |                                                                              | Emisja: 28 kwietnia 1924                                                    |
| 50 groszy |                |                                                                              | Emisja: 28 kwietnia 1924                                                    |

## Bilety zdawkowe Ministerstwa Skarbu emisji 1 maja 1925 r.
| Nominał   | Awers banknotu | Rewers banknotu | Charakterystyka     |
| --------- | -------------- | --------------- | ------------------- |
| 2 złote   |                |                 | Emisja: 1 maja 1925 |
| 5 złotych |                |                 | Emisja: 1 maja 1925 |

## Wzory
Nieznane są wzory biletów zdawkowych o nominałach od 1 grosza do 50 groszy.
| Bilety zdawkowe wydrukowane jako banknoty Banku Polskiego 1919 | Bilety zdawkowe wydrukowane jako banknoty Banku Polskiego 1919 | Bilety zdawkowe wydrukowane jako banknoty Banku Polskiego 1919 |
| Nominał                                                        | Awers banknotu                                                 | Rewers banknotu                                                |
| -------------------------------------------------------------- | -------------------------------------------------------------- | -------------------------------------------------------------- |
| 1 złoty                                                        |                                                                |                                                                |
| 2 złote                                                        |                                                                |                                                                |

| Bilety zdawkowe Ministerstwa Skarbu emisji 1 maja 1925 r. | Bilety zdawkowe Ministerstwa Skarbu emisji 1 maja 1925 r. | Bilety zdawkowe Ministerstwa Skarbu emisji 1 maja 1925 r. |
| Nominał                                                   | Awers banknotu                                            | Rewers banknotu                                           |
| --------------------------------------------------------- | --------------------------------------------------------- | --------------------------------------------------------- |
| 2 złote                                                   |                                                           |                                                           |
| 5 złotych                                                 |                                                           |                                                           |

## Fałszerstwa
Znane są liczne fałszerstwa biletów zdawkowych: 2 złote, oraz 5 złotych 1925, rzadziej 50 groszy 1923.

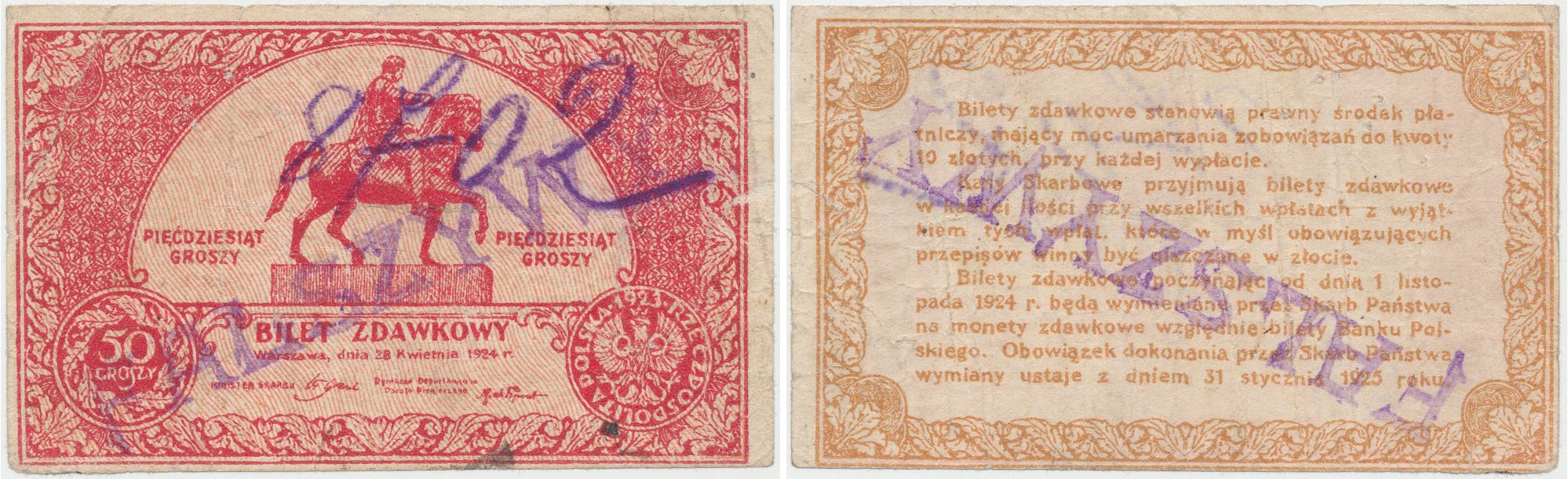
Fałszywe 50 groszy
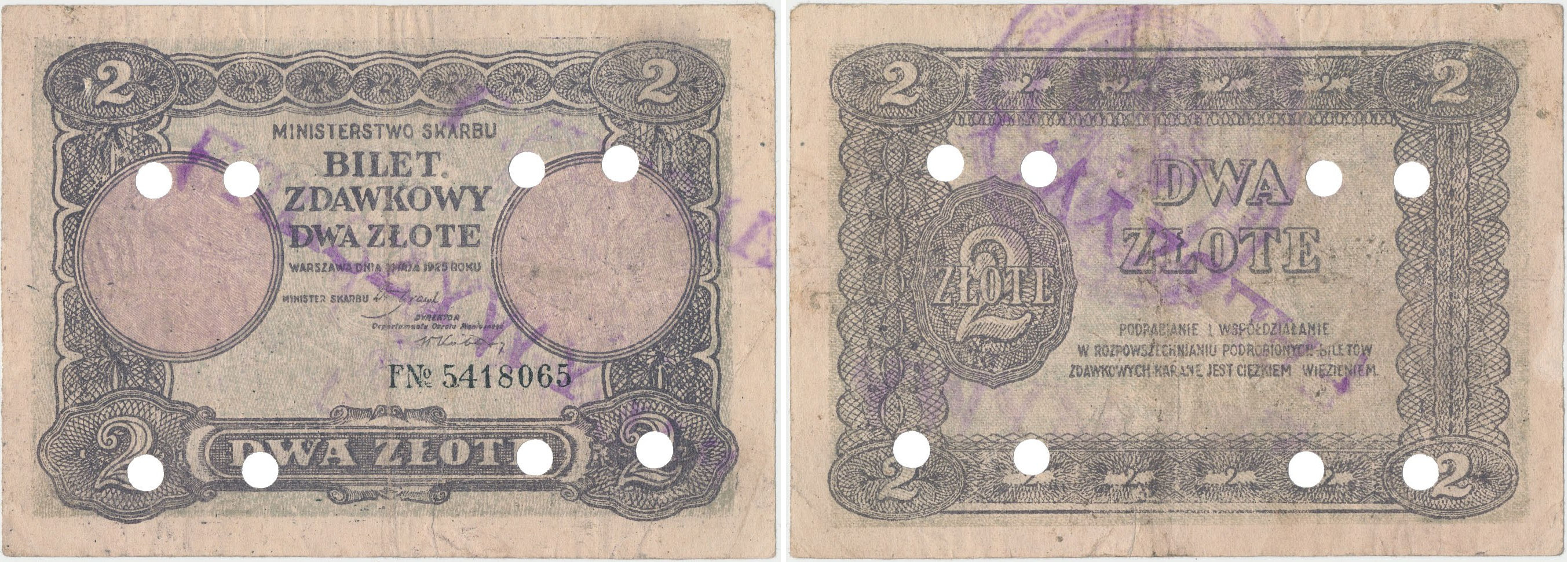
Fałszywe 2 złote 1925
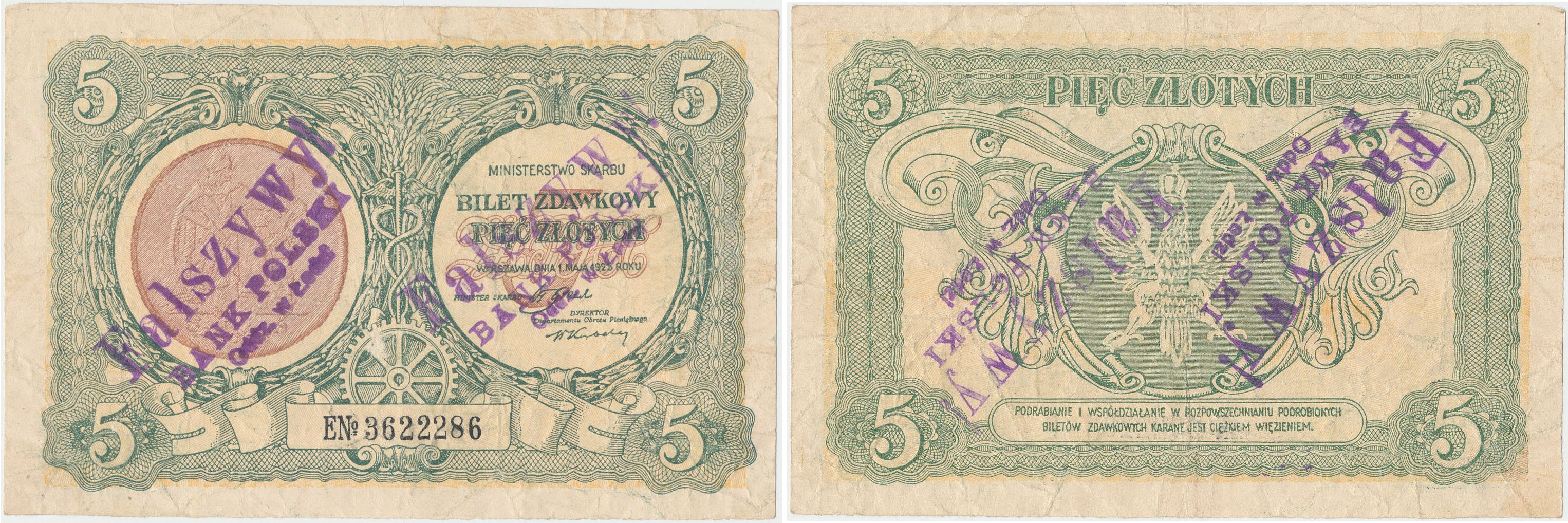
Fałszywe 5 złotych 1925